# Battery Park City (Manhattan)
Battery Park City es una comunidad planificada de un área de 0.4 km² en el extremo sudoeste de Manhattan, en Nueva York (Estados Unidos). La zona sobre la que se levanta ha sido ganada del Río Hudson usando 917 000 m³ de tierra y rocas excavadas durante la construcción del World Trade Center y otros proyectos. El vecindario, donde se ubica el World Financial Center, ahora llamado Brookfield Place, así como varios edificios residenciales y comerciales, fue bautizado con ese nombre debido al cercano Battery Park. 
Battery Park City pertenece y es administrado por la Autoridad de Battery Park City (BPCA), una corporación pública que no está controlada por el gobierno de la ciudad. Las ganancias de la zona se invierten en proyectos residenciales en zonas de bajo ingreso como El Bronx y Harlem.

## Ubicación
Battery Park City está limitado al este por la Calle West, la que separa el área del Distrito Financiero de Manhattan. Al oeste, norte y sur, el área se encuentra rodeada por el Río Hudson.
El desarrollo urbano consiste de cinco secciones, viajando de norte a sur, la primera zona es la "North Residential Neighborhood" que consiste mayormente de parques, unos pocos edificios residenciales y un gran hotel. Más al sur, está el Área del World Financial Center, ahora llamado Brookfield Place, con complejo de varios edificios comerciales. También incluye un edificio elaborado con hierro y vidrio conocido como el Winter Garden y tiene un gran puerto de yates.
Más al Sur, se encuentra la mayor parte de las áreas residenciales de Battery Park City, divididas en tres secciones: "Gateway Plaza", "Rector Place Residential Neighborhood" y "Battery Place Residential Neighborhood". Estas secciones tienen la mayoría de edificios residenciales, así como parques y varios tipos de comercios (supermercados, restaurantes, cines). La construcción de los edificios residenciales se inició al final de los años 1990.

## Historia
Al final de los años 50, la zona del Bajo Manhattan, alguna vez próspera, fue ocupada por un gran número de muelles abandonados como consecuencia del auge del transporte aéreo. La propuesta inicial para ganar esta zona al Río Hudson fue presentado en los años 60 por firmas privadas. Estas propuestas tuvieron el apoyo del Alcalde. Este plan se complicó cuando el gobernador Nelson Rockefeller anunció su deseo de desarrollar parte del área como un proyecto separado. En 1966 el gobernador desveló el proyecto que se transformaría en Battery Park City.
Por varios años, la BPCA tuvo pocos logros. En 1969, se desveló un mayor propuesta para el área y en 1972 se destinaron 200 de dólares millones de fondos para las construcciones. Para 1976 el relleno de la zona fue completado y en varios casos, los muelles preexistentes fueron simplemente enterrados..
Los esfuerzos de construcción tuvieron un alto de cerca de dos años en 1977. El primer edificio residencial fue construido en 1980, y tuvo sus primeros inquilinos en 1985.
Los Ataques al WTC tuvieron un gran impacto en Battery Park City. Más de dos tercios de los residentes del área se mudaron luego que las Torres Gemelas colapsaron. Gateway Plaza, el mayor de los edificios residenciales fue alcanzado por piezas de avión y el Winter Garden fue severamente dañado.

## Galería

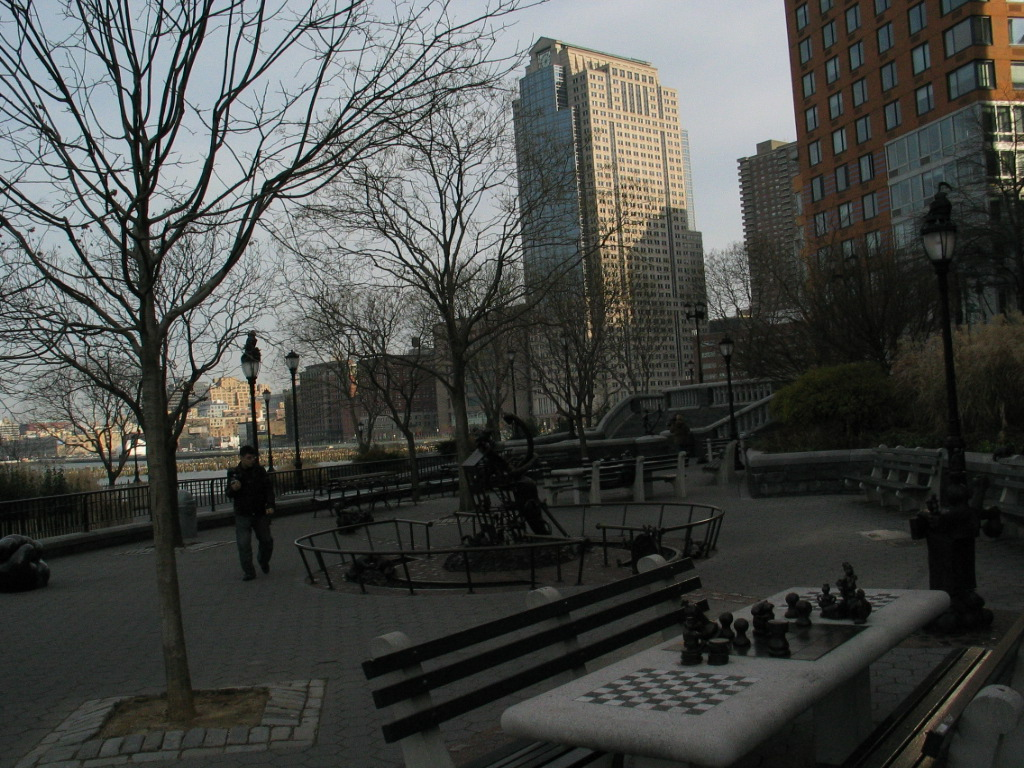
El Rockefeller Park en Battery Park City
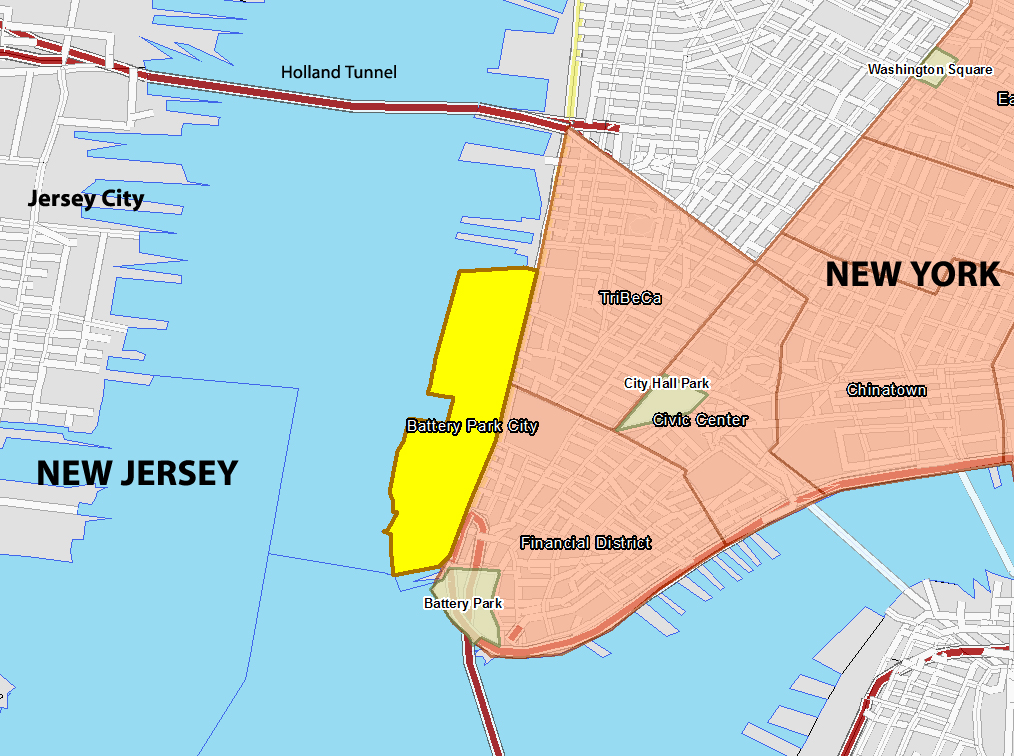
Ubicación del Battery Park City en amarillo
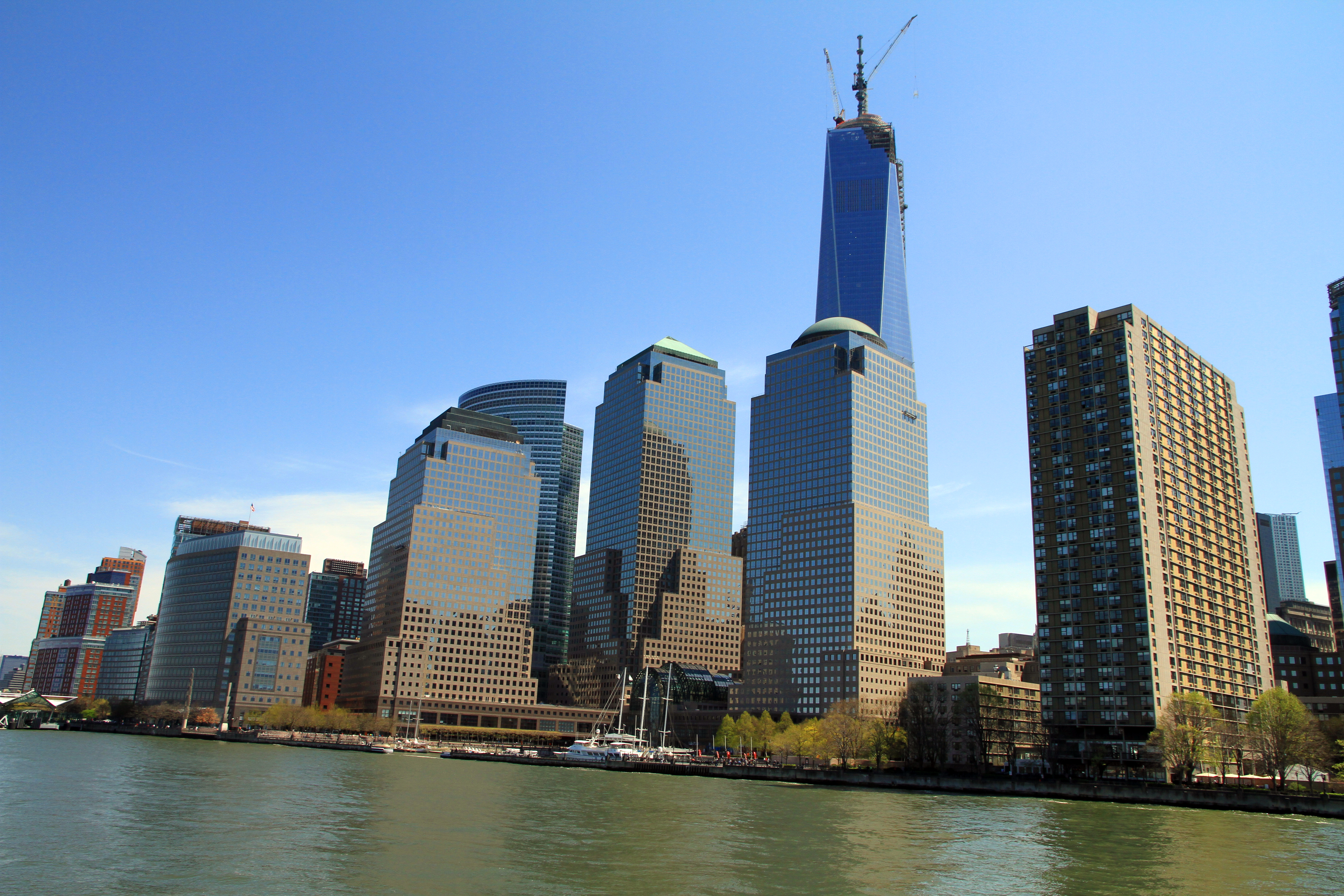
Vista desde el Río Hudson